# 신세계건설
신세계건설(영어: Shinsegae E&C(Engineering & Construction), 新世界建設)은 1991년 8월 설립된, 대한민국의 건설 기업으로, 신세계그룹의 계열사이다. 본사는 서울특별시 중구 소월로 10 단암빌딩 21층이다. 2018년 주거 브랜드 VILLIV (빌리브)를 런칭하였으며, 국토교통부가 평가하는 2020년 시공능력평가액 순위는 1조  1,507억 원으로 38위를 기록했다. 2019년에는 시평액 1조 3,292억 원으로 29위였다. 2021년 창립 30주년을 맞았으며, 주요 건축실적으로는 대형복합쇼핑몰, 대형철도복합역사, 고급 주상복합, 호텔 및 리조트, 다수의 준공실적을 가진 물류센터분야에 강점을 가지고 있다. 레저사업분야로는 자유CC, 아쿠아필드 등 골프장과 아쿠아 레저시설을 운영중이다.

## 연혁
- 1991년 3월 전신인 한주내장 설립
- 1997년 신세계건설로 상호 변경
- 1999년 코스닥시장에 주식 상장
- 2001년 최우수가치 경영상 수상
- 2002년 자회사인 그린시티를 설립
- 2004년 한국공정거래협회의 공정거래 자율준수 최우수기업상 수상
- 2005년 여행알선업 및 관광객 이용 시설업 진출
- 2009년 정보통신 공사업 진출[2]
- 2014년 '비전 2023' 선포
- 2018년 주거 브랜드 VILLIV (빌리브) 런칭
- 2025년 2월 24일 상장폐지

## 같이 보기
- 국토교통부
- 대한건설협회
- 건설워커